# 查克·舒默
查爾斯·伊利斯·「查克」·舒默（英語：Charles Ellis "Chuck" Schumer，/ˈʃuːmər/；1950年11月23日—）是一名美国的政治人物，現任參議院少数党领袖。他是纽约州的資深聯邦參議員，隸屬於民主黨。

## 政治生涯
舒默父亲经营一家公司，母亲是家庭主妇。舒默一家是猶太人。其生於紐約布魯克林，舒默由哈佛大學與哈佛法學院畢業，並於1975至1980年間連3任擔任紐約州眾議院議員。
在當選為聯邦參議員之前，舒默是紐約州的聯邦眾議員之一，於1981至1999年間就任。在聯邦眾議院舒默代表紐約州第16國會選區，在1983年的選區重劃裡這個選區被重劃為紐約州第10國會選區，在1993年被重劃為紐約州第9國會選區。
舒默首次於1998年紐約州的美國聯邦參議院選舉，當選聯邦參議員，以55%－44%的得票率擊敗3任在職的共和黨迪馬托參議員。
在2004年紐約州的美國聯邦參議院選舉，舒默以71%－24%成功連任，在2010年紐約州美國參議院選舉，以66%－33%再次成功連任。
舒默於2005至2009年間擔任民主黨參議員選舉委員會的主席，任內看管了民主黨於2006年和2008年紐約州美國參議院選舉中，增加了14個聯邦參議員席次。
2006年，舒默獲選為民主黨參議院黨團副主席，成為民主黨在參議院的第三把交椅，在參議院多數黨領袖哈里·瑞德和參議院多數黨黨鞭迪克·德賓之下。
2010年11月，舒默獲選兼任民主黨參議院政策委員會的主席，自第112屆美國國會起就任。
2017年1月3日，舒默接替瑞德成為參議院民主黨及少數黨領袖。
2020年參議院選舉，舒默成为参议院多数党领袖，也是第一位犹太裔参议院多数党领袖。
2024年參議院選舉，民主黨在參議院淪為少數，舒默成為參議院少數黨領袖。